# Шармейн Стар
Шармейн Стар (англ. Charmane Star; род. 5 мая 1980 года) — филиппинская порноактриса. Член Зала славы AVN с 2017 года.

## Биография
Стар пришла в порноиндустрию в 1998 году в возрасте 19 лет и с тех пор снялась в более чем 200 фильмах. Шармейн снималась в сексуальных сценах как с мужчинами, так и женщинами. Лишь однажды сразу с двумя партнёрами-мужчинами и, как она объяснила позже, из-за её маленького роста этот опыт был для неё неудачным. В обычной жизни она также занималась сексом как с мужчинами, так и женщинами.
Кроме съёмок в порнофильмах она также снялась в ряде голливудских картин и телевизионных фильмах, играла в сериале Night Calls в 2005 и 2006 годах, Zane’s Sex Chronicles в 2010 году, Co-Ed Confidential в 2009—2010 годах и фильме ужасов Face of Evil. В 2009 году она снялась в blaxploitation фильме «Чёрный динамит», где сыграла роль одной из «Ladies of Leisure» Чёрного Динамита. Режиссёр фильма Скотт Сандерс в интервью, что взял Шармейн, потому что она не подвергалась ни одной пластиковой операции и потому хорошо подходила для фильма, описывающего 1970-е годы.
В 2009 году она снялась в видеоклипе на песню «That’s How I Go» Baby Bash, Lil Jon и MarioShe.
В 2011 году журнал Complex поставил её на 8 место в списке «50 самых горячих азиатских порнозвёзд всех времён».
В январе 2015 года через свою страничку в Instagram Шармейн объявила, что не будет больше сниматься в порнографических фильмах.

## Премии и номинации
| Премия    | Год  | Номинация                              | Фильм                          | Результат |
| --------- | ---- | -------------------------------------- | ------------------------------ | --------- |
| AVN Award | 2005 | Лучшая сцена орального секса           | Eye of the Beholder            | Номинация |
| AVN Award | 2005 | Лучшая сцена мастурбации               | Eye of the Beholder            | Номинация |
| AVN Award | 2007 | Лучшая сцена лесбийского секса — видео | Virtual Vivid Girl Sunny Leone | Номинация |
| AVN Award | 2007 | Недооценённая звезда года              |                                | Номинация |
| AVN Award | 2017 | Зал славы AVN                          |                                | Победа    |